# Chango Carmona
Chango Carmona (* 29. September 1944 in Mexiko-Stadt, Mexiko als Eudibiel Guillen Chapin) ist ein ehemaliger mexikanischer Boxer. Am 15. September im Jahre 1972 wurde er im Leichtgewicht durch einen technischen K.-o.-Sieg in Runde 8 gegen Mando Ramos Weltmeister des Verbandes WBC. Allerdings verlor er diesen Gürtel bereits in seiner ersten Titelverteidigung im November desselben Jahres an Rodolfo González durch Aufgabe in der 12. Runde.